# Cicynethus
Cicynethus es un género de arañas cazadoras de hormigas del orden Araneae. Fue descrito por Eugène Simon en 1910.

## Especies
- C. acanthopus Simon, 1910
- C. acer Jocqué y Henrard, 2018
- C. decoratus (Lawrence, 1952)
- C. floriumfontis Jocqué, 1991
- C. mossambicus Jocqué y Henrard, 2018
- C. peringueyi (Simon, 1893)
- C. subtropicalis (Lawrence, 1952)